# Bradford Glacier
Bradford Glacier är en glaciär i Antarktis. Den ligger i Västantarktis. Argentina, Chile och Storbritannien gör anspråk på området. Bradford Glacier ligger 1 033 meter över havet.
Terrängen runt Bradford Glacier är bergig västerut, men österut är den kuperad. Trakten är obefolkad. Det finns inga samhällen i närheten.